# José María Arguedas
José María Arguedas, född 18 januari 1911 i Andahuaylas i Apurímac, död 2 december 1969 i Lima, var en peruansk författare.
Liksom många andra författare från de andinska länderna belyste Arguedas ofta indianbefolkningens villkor i sina verk och han kan sägas tillhöra indigenismorörelsen i latinamerikansk litteratur. Han var själv inte indian men växte upp bland indianer och lärde sig indianspråket quechua innan han lärde sig spanska. Han skrev dock främst på spanska, även om en del av hans poesi är på quechua.
Som ung följde han med sin far, som var kringresande advokat, på resor i Anderna och fick då stifta bekantskap med indianer från olika byar. Vid fjorton års ålder upphörde dock friheten när han började studera vid ett katolskt internat, en tid som han skildrat i den delvis självbiografiska romanen De djupa floderna. Senare fortsatte han med universitetsstudier i litteratur i Lima. Under studietiden blev han allt mer "förspanskad" och skulle livet ut känna en stark inre kluvenhet mellan de kulturer han växt upp med.
Missnöje med hur indianerna skildrades i litteratur gjorde att Arguedas själv började skriva och han debuterade 1935 med tre berättelser i boken Agua. Han fick sitt genombrott 1958 med romanen De djupa floderna som betraktas som ett av de viktigaste verken i latinamerikansk litteratur. 1964 utkom det verk som han själv värderade högst, Todas las sangres.
Engagemanget för indianerna och deras kultur gjorde också att han 1963 doktorerade i etnologi. Mot slutet av 1960-talet kände dock Arguedas att han inte hade mer att ge varken som författare eller etnolog och tog sitt liv. 1969 sköt han sig i sitt tjänsterum vid universitet och avled några dagar senare. Hans sista roman El zorro de arriba y el zorro de abajo utkom postumt 1971.